# Internatie Reningelst
L' Internatie Reningelst és una cursa ciclista belga d'un dia que se celebra al juliol a Reningelst, al municipi de Poperinge (Flandes Occidental). Creada el 1974, va formar part del calendari de l'UCI Europa Tour el 2006 i 2007.

## Palmarès
| Any  | Primer                | Segon                      | Tercer                     |
| ---- | --------------------- | -------------------------- | -------------------------- |
| 1971 | José Vanackere        | Willy Baert                | Eric Wyckaert              |
| 1972 | Fernand De Keyser     | Bertil Cael                | Daniel Moenaert            |
| 1973 | Luc Leman             | Eddy Vantieghem            | Marc Renier                |
| 1974 | Eric Jacques          | Ghislain De Clercq         | Eric Van de Wiele          |
| 1975 | Etienne De Beule      | Mathieu Dohmen             | Jean-Luc Vandenbroucke     |
| 1976 | René Martens          | Eddy Vanhaerens            | Walter Schoonjans          |
| 1977 | Pieter Verhaeghe      | Jean-Philippe Vandenbrande | Jan Bogaert                |
| 1978 | Hans-Joachim Hartnick | Jan van Houwelingen        | Louis Luyten               |
| 1979 | Jan Bogaert           | Eddy Planckaert            | Guy Nulens                 |
| 1980 | Ivan Lamote           | Johny Vanherreweghe        | Christiaan Vannieuwenhuyse |
| 1981 | Nico Emonds           | Rudy Rogiers               | Dirk De Wolf               |
| 1982 | Pierre Maechtelinckx  | Nico Emonds                | Mark Sillen                |
| 1983 | Gino Ligneel          | Geert Decorte              | Frank Vandewalle           |
| 1984 | Stephan Van Leeuwe    | Dirk Ghyselinck            | Dirk Tyteca                |
| 1985 | Frank Van De Vijver   | Carlo Bomans               | Corneille Daems            |
| 1986 | Koen Vekemans         | Edwig Van Hooydonck        | Marc Seynaeve              |
| 1987 | Benny Godderis        | Frank Francken             | Johan Museeuw              |
| 1988 | Didier Priem          | Eddy Vancraeynest          | Jan Van Donink             |
| 1989 | Joost van Adrichem    | Johan Verstrepen           | Harry Lodge                |
| 1990 | Erik Dekker           | Hans Andre                 | Kurt Huygens               |
| 1991 | Tristan Hoffman       | Franky De Buyst            | Anton Tak                  |
| 1992 | Cédric Vasseur        | Erwin Vandaele             | Mika Hietanen              |
| 1993 | Aart Vierhouten       | Kurt Van De Wouwer         | Joona Laukka               |
| 1994 | Arvis Piziks          | Sean Van Zijl              | Christophe Detilloux       |
| 1995 | Jeremy Hunt           | Stefaan Vermeersch         | Aart Vierhouten            |
| 1996 | Davy Delme            | Janek Ermel                | Jurgen De Buysschere       |
| 1997 | Stefaan Vermeersch    | Anthony Theus              | Gino De Weirdt             |
| 1998 | Coen Boerman          | Rudie Kemna                | Timothy Carswell           |
| 1999 | Nico Indekeu          | Gino De Weirdt             | Geoffrey Demeyere          |
| 2000 | Gino De Weirdt        | Tom Boonen                 | Gordon McCauley            |
| 2001 | Aivaras Baranauskas   | Dmitriy Muravyev           | Wouter Van Mechelen        |
| 2002 | Steven Caethoven      | Matthew-Bernard Yates      | Richard Faltus             |
| 2003 | Michael Blanchy       | Antoine Nys                | Bastiaan Krol              |
| 2004 | Mario Ickx            | Marc De Maar               | Pieter Ghyllebert          |
| 2005 | Adam Gawlik           | Jérôme Bouchet             | Christophe Masson          |
| 2006 | Robby Meul            | Andy Cappelle              | Fredrik Johansson          |
| 2007 | Iljo Keisse           | Michael Reihs              | Michael Blanchy            |
| 2008 | Hamish Haynes         | Steven Van Vooren          | Geoffrey Demeyere          |
| 2009 | Aidis Kruopis         | Sven Vandousselaere        | Sep Vanmarcke              |
| 2010 | Jens Debusschere      | Guillaume Van Keirsbulck   | Mitchell Huenders          |
| 2011 | Clinton Avery         | Dries Depoorter            | Tom Vermeer                |
| 2012 | Kevin Suarez          | Yves Lampaert              | Stijn Joseph               |
| 2013 | Sean Van de Waeter    | Jérôme Baugnies            | Stijn Joseph               |
| 2014 | Tom Devriendt         | Rob Leemans                | Loïc Pestiaux              |
| 2015 | Mathias Krigbaum      | Thomas Vanhaecke           | Nicolas Vereecken          |
| 2016 | Benjamin Verraes      | Emiel Vermeulen            | Bram Welten                |
| 2017 | Mathias Van Gompel    | Bjarne Vanacker            | Jonas Castrique            |